# 21473 Petesullivan
21473 Petesullivan è un asteroide della fascia principale. Scoperto nel 1998, presenta un'orbita caratterizzata da un semiasse maggiore pari a 2,2566165 UA e da un'eccentricità di 0,1295681, inclinata di 3,21848° rispetto all'eclittica.